# Mužjak
Mužjak i općenitije muški organizam (♂) je organizam koji u svrhu razmnožavanja stvara spolne stanice poznate kao spermiji. Muške spolne stanice se u procesu oplodnje spajaju s jajnom stanicom koja je često mnogo veća spolna stanica organizma čiji se fiziološki spol naziva ženskim. Mužjaci se ne mogu spolno razmnožavati bez pristupa ženskim spolnim stanicama. Većina mužjaka sisavaca, uključujući muškarce, ima kromosom Y koji kodira proizvodnju veće količine testosterona, a koji tijekom razvoja organizma potiče razvoj muških organa za razmnožavanje. Sve biološke vrste ne dijele jedinstveni sustav određenja spola. Premda je u većine životinja, uključujući ljude, spol određen genetski, spol nekih vrsta podložan je okolišnim utjecajima, infekcijama ili društvenoj hijerarhiji.

## Odlike
Postojanje dva spola razvilo se neovisno među različitim evolucijskim lozama. Svima njima je zajedničko spolno razmnožavanje, bilo da su izogamne vrste s gametama identičnog oblika i ponašanja (ali različite na molekulskoj razini) s dva ili više tipova sparivanja (eng. mating types), bilo da su anizogamne vrste sa spolnim stanicama muškog i ženskog tipa, a onda posebno oogamne vrste među kojima je i čovjek u kojih su ženske spolne stanice mnogo veći od muških i nemaju sposobnost gibanja.  
Biološki spol se definira prema vrsti spolnih stanica koje organizam proizvodi: muški organizam proizvodi spermatozoide, a ženski jajne stanice. Ostale razlike između mužjaka i ženki u jednoj lozi općenito ne određuju razliku spolova u drugoj lozi.
Muško-ženski dimorfizam organizama i reproduktivnih organa različitih spolova ne odnosi se samo na životinje: muške spolne stanice, među ostalim, proizvode Chytridiomycota, alge kremenjašice i kopnene biljke. U kopnenih biljaka ženski i muški organizmi i organi nisu samo oni koji proizvode ženske i muške gamete, već i strukture sporofita iz kojih nastaju ženske i muške biljke.
Kod vrsta s dva spola mužjaci se mogu razlikovati od ženki ne samo po proizvodnji spermatozoida. U mnogih insekata i riba mužjak je manji od ženke. Kod sjemenjača koje imaju izmjenu generacija (metageneza), isti organizam ima i ženski i muški dio organa za razmnožavanje. U sisavaca, uključujući ljude, mužjaci su obično veći od ženki, te imaju dlakavija tijela i jače razvijene mišiće. Kod ptica mužjak često ima šareno perje kojim za parenja privlači ženke.

## Određenje spola
Fiziološki spol organizma može odrediti niz čimbenika, od genetskih do okolišnih. Ponekad se spol može i prirodno promijeniti za života organizma. Iako većina vrsta ima dobro diferencirana dva spola, jedinke hermafroditskih životinje poput crva imaju i muške i ženske reproduktivne organe.

### Genetsko određenje
Spol većine sisavaca, uključujući ljude, genetski je određen XY-sustavom u kojem mužjaci u stanicama imaju kromosome X i Y, a ženke X i X. Prilikom razmnožavanja mužjak daje spermije tipa X ili Y, dok ženka uvijek daje jajnu stanicu s kromosomom X. Spermij Y sparen s jajašcem X u potomstvu daje mužjaka, dok spermij X i jajašce X daju ženku.
Dio Y-kromosoma koji je odgovoran za razvoj budućeg mužjaka je područje SRY. SRY aktivira Sox9, koji čini feedforward petlje s FGF9 i PGD2 u gonadama (spolnim žlijezdama), povećavajući količinu tih gena kako bi se potaknuo razvoj novog muškog organizma. FGF9 je, primjerice, odgovoran za razvoj sjemenskih vrpca i umnožavanje Sertolijevih stanica koje su ključne za spolni razvoj mužjaka.
Sustav ZW kromosoma za određenje spola, u kojem mužjaci imaju par ZZ (za razliku od ZW), mogu se naći u ptica, nekih insekata (leptira i moljaca) i drugih organizama. Spol jedinki iz reda insekata opnokrilaca, poput mrava i pčela, često se određuju haplodiploidijom; u njoj je većina mužjaka haploidna, a ženke i neki sterilni mužjaci diploidni. 

### Okolišno određenje
U nekih gmazova, poput aligatora, spol se određuje temperaturom inkubacije oplođenoga jaja. Kod nekih puževa javlja se promjena spola: odrasli započinju kao mužjaci, a zatim postaju ženke. Kod tropskih riba amphiprioninae dominantna jedinka u jatu postaje ženka, dok su ostale jedinke mužjaci. Jedinke vrste Cymothoa exigua mijenjaju spol ovisno o broju ženki prisutnih u blizini. U nekih člankonožaca spol određuje infekcija bakterijom roda Wolbachia; neke se vrste u potpunosti sastoje od jedinki tipa ZZ, a spol im određuje prisutnost bakterije.